# Walter Gyllenberg
Knut Anton Walter Gyllenberg, född 5 april 1886 i Malmö Sankt Petri församling, död 25 juli 1952 i Lunds domkyrkoförsamling, var en svensk astronom. Han var bror till konstnären Ossian Gyllenberg och gift (1927) med Asta Kihlbom.
Gyllenberg blev student vid Lunds universitet 1908, filosofie kandidat 1911, filosofie magister 1913, filosofie licentiat 1914 och filosofie doktor 1915 och docent samma år. Han blev amanuens vid astronomiska institutionen 1912 och observator vid Lunds observatorium 1921. Han tilldelades professors namn 1932.
Gyllenberg sysslade främst med teoretiska undersökningar inom stellarstatistiken, framför allt behandlande stjärnornas rörelser i synlinjens riktning, dels med observationer, huvudsakligen utförda med meridiancirkeln vid Lunds observatorium. Han bestämde även med denna ånyo orterna för de stjärnor inom den så kallade Lundazonen, som tidigare observerats av Nils Dunér och Folke Engström, först och främst för bestämning av dessa stjärnors egenrörelse. 
Bland Gyllenbergs skrifter märks Stellar velocity distribution as derived from observations in the line of sight (doktorsavhandling 1915) och Katalog von 11.800 Sternen der Zone +35° bis +40° (1926). Han invaldes som ledamot av Fysiografiska sällskapet i Lund 1922 (dess skattmästare) 1939 och som ledamot av Vetenskapsakademien 1939. Han tilldelades Fernerska priset 1916 och 1923, Wallmarkska belöningen 1926 och blev hedersledamot av Malmö nation i Lund 1938.
1916 upptäckte han asteroiden 846 Lipperta.
Gyllenberg är begravd på Norra kyrkogården i Lund.